# Wallops Flight Facility
La Wallops Flight Facility (WFF) (codi IATA: WAL, codi OACI: KWAL, FAA LID: 
WAL) és un port espacial, dedicat principalment al llançament de coets per donar suport a les missions científiques i d'exploració de la NASA i altres agències federals. És ubicat a la costa est de l'estat de Virgínia, als Estats Units d'Amèrica, aproximadament a 100 km al nord-est de Norfolk. La instal·lació és gestionada pel Goddard Space Flight Center amb seu a Greenbelt. Les instal·lacions de Wallops inclouen àmplia gamma d'instal·lacions i instruments per donar suport al llançament de més d'una dotzena de tipus de coets sonda. Així com llançadores suborbitals i orbitals d'un sol ús, vols de Globus meteorològics i vols de prova d'avions convencionals i vehicles aeris no tripulats.
Des de la seva fundació l'any 1945 s'han realitzat més de 16.000 llançaments de coets. Els vehicles de llançament varien en grandària i potència des dels petits coets meteorològics Super Loki fins a vehicles de classe orbital com el coet orbital Antares.
El Wallops Flight Facility també és emprada per les missions científiques de la National Oceanic and Atmospheric Administration (NOAA), així com de missions per a governs estrangers o finalitats comercials. Wallops també s'ha utilitzat per a proves de desenvolupament i exercicis militars de les forces armades dels Estats Units, emprant els radars i instruments per a fer seguiment de míssils navals, essent propera a la base de Virginia Capes, a prop de l'entrada a la Badia de Chesapeake.
A més de la instrumentació estàtica, també disposen de receptors mòbils de radar, telemetria i ràdio, permetent seguir i controlar el llançament de coets en ubicacions remotes. Aquests s'han utilitzat per donar suport al llançament de coets des de punts de l'Àrtic, l'Antàrtic, Amèrica del Sud, Àfrica, Europa, Austràlia, i en plataformes marítimes.
El personal de la Wallops Flight Facility inclou aproximadament 1.000 treballadors a temps complet, tant de la NASA com d'empreses privades, 30 persones Marina dels EUA i uns 100 de la NOAA.

## Per a més informació
- Wallops Station and the Creation of an American Space Program Arxivat 2006-09-30 a Wayback Machine., by Harold D. Wallace (NASA History Series) (Paperback). ISBN 0-16-054740-7. NASA SP-4311
- Wallops Island (Images of America: Virginia), by Nan Devincent Hayes and Bowen Bennett (Paperback). ISBN 0-7385-0666-4